# Frelsdorf

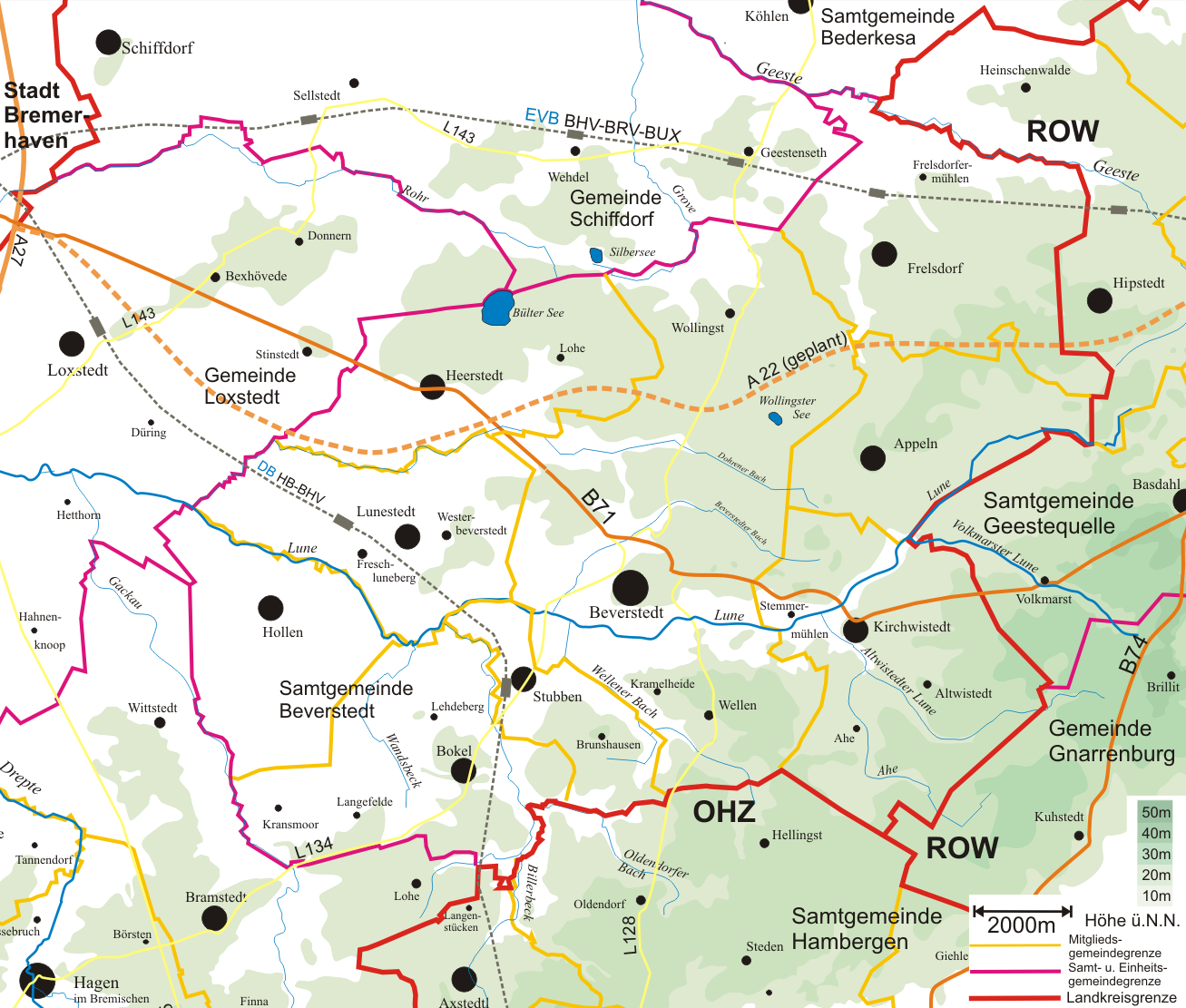
Die Ortschaften in der Einheitsgemeinde Beverstedt

Frelsdorf (niederdeutsch Frellsdorp) ist eine Ortschaft in der Einheitsgemeinde Beverstedt im niedersächsischen Landkreis Cuxhaven.

## Geografie

### Lage
Im Norden bildet der Oberlauf der Geeste größtenteils die Ortsgrenze. Auffällig sind die vielen Einzelgehöfte und Streusiedlungen, die sich über das Ortsgebiet verteilen. Des Weiteren befinden sich hier Wald, Moorgebiete und Fischteiche mit weiten Acker- und Weideflächen.

### Ortsgliederung
- Fortwiesen
- Frelsdorf (Hauptort)
- Frelsdorfermühlen
- Thebüe

### Nachbarorte
| Köhlen (Stadt Geestland)                  | Geeste (Fluss)                              | Hipstedt – Ortsteil Heinschenwalde (Samtgemeinde Geestequelle – Landkreis Rotenburg) |
| Geestenseth (Einheitsgemeinde Schiffdorf) | Kompassrose, die auf Nachbargemeinden zeigt | Hipstedt (Samtgemeinde Geestequelle – Landkreis Rotenburg)                           |
| Wollingst                                 | Appeln                                      | Basdahl (Samtgemeinde Geestequelle – Landkreis Rotenburg)                            |

(Quelle:)

## Geschichte
Durch Werkzeugfunde ist belegt, dass das Gebiet Frelsdorf schon in der Jungsteinzeit besiedelt war. Aus späterer Zeit fand man 1963 ein Bronzeschwert und ein Beil in einem angepflügten Grabhügel. Etwa ein Dutzend Hügelgräber, insbesondere im Ortsteil Frelsdorfermühlen, weisen auf diese frühe Besiedelung hin. Um 1910 konnte man im Gemeindegebiet noch 36 Grabhügel, ein zerstörtes Steingrab und einen Urnenfriedhof zählen. Heute finden sich in der Nähe des Wanderweges Frelsdorf–Heinschenwalde noch drei gut erhaltene Grabhügel, der größte, mit dem Namen Bickersberg, befindet sich direkt am Weg unweit der Gemeindegrenze.
1264 wurde Frelsdorf in einer Urkunde des Erzbischofs Hildepold von Bremen als Fridlestorpe zum ersten Mal erwähnt. Der Ortsname hat sich in seiner Schreibweise oft geändert: 1280: Vrilestorpe, in der Schwedenzeit: Frillstorff, 1768: Freelsdorff.
Die Pest reduzierte die Bevölkerung um 1627 drastisch. In der Sage vom Totengräber von Frelsdorf wird berichtet, dass Frelsdorf damals keinen eigenen Friedhof hatte. Der Totengräber Heinrich Bock musste die Leichen der Pestopfer ohne Sarg auf einem Wagen zum 10 Kilometer entfernten Friedhof von Beverstedt bringen. Er selbst wurde von den Mitmenschen geschnitten und war das letzte Opfer der Pest. Das zu seinem Gedenken geschaffene Denkmal ist heute nicht mehr erhalten.
Eine Frelsdorfer Besonderheit war die alte Brinkgenossenschaft. Anders als in den Nachbargemeinden, wo die Schafställe zu den Hofgrundstücken gehörten, betrieb man in Frelsdorf seit Mitte des 17. Jahrhunderts, noch bis zur Mitte des 20. Jahrhunderts, eine Brinkgenossenschaft mit einer gemeinsamen Schafherde, einem Schäfer, Schafställen und Kornscheunen. Diese Trennung von an einer Stelle konzentrierten Wirtschaftsgebäuden von den Wohnhäusern war einmalig in Norddeutschland. Ein Rest dieser Anlage ist heute noch als Freilichtmuseum zu besichtigen.
Die Moorwiesen um den heutigen Frelsdorfer Mühlenbach standen oft, auch durch bewusste Aufstauungen, unter Wasser, es bildete sich eine Seenkette. So konnte eine Wassermühle in Frelsdorfermühlen betrieben werden. Von 1859 bis 1933 kam noch eine Galerieholländerwindmühle an der Geestensether Straße hinzu. Um 1900 gab es noch einen Versuch durch die Überflutung von ca. einem Quadratkilometer Moorwiesen Karpfen und Schleie zu züchten. Das Unternehmen wurde aber wegen mangelnder Rentabilität aufgegeben. Ebenfalls zur Jahrhundertwende vom 19. zum 20. Jahrhundert kam es durch die Einführung von Kunstdünger zu größeren Umwälzungen. Die Heideflächen wurden zu Ackerland, die Schafzucht auf dem Brink wurde überflüssig. Am 1. Mai 1899 wurde die Bahnlinie Bremerhaven-Bremervörde eröffnet. Frelsdorf erhielt etwa einen Kilometer vom Dorfkern entfernt einen Bahnhof.
Ein Denkmal im Ortskern erinnert an die gefallenen Frelsdorfer Soldaten im Ersten Weltkrieg. Auf zusätzlichen Steintafeln sind die Namen der Gefallenen des Zweiten Weltkrieges zu lesen.
Am Ende des Zweiten Weltkrieges (für Frelsdorf am 4. Mai 1945) verlief die Kriegsfront am Frelsdorfer Ortsrand. Die östlich von Frelsdorf gelegene Gemeinde Hipstedt war bereits von der schottischen 51st (Highland) Division besetzt, Frelsdorf wurde zu diesem Zeitpunkt noch von der Wehrmacht bzw. dem Volkssturm gehalten.
Nach Kriegsende musste Frelsdorf viele Flüchtlinge und Vertriebene aufnehmen. Die Siedlung „Bei den Fortwiesen“ entstand, die Siedlung „Am Bahnhof“ vergrößerte sich.
Nach dem Zweiten Weltkrieg ersetzte die Mechanisierung in der Landwirtschaft immer mehr die Arbeitskraft von Menschen und Pferden. Milchproduktion wurde nun auf vielen Höfen favorisiert. Die Straße nach Appeln wurde in den 1950er Jahren befestigt, andere Straßenverbindungen ausgebaut, im Ortskern eine Regenwasserkanalisation geschaffen. 1968 wurde eine Friedhofskapelle erbaut, 1972 ein Feuerwehrhaus. In den 1970er Jahren wurde das zentral im Dorf gelegene Denkmal für die gefallenen Soldaten des Ersten und Zweiten Weltkrieges umgestaltet. Zwei Lebensmitteleinzelhändler schlossen in dieser Zeit ihre Verkaufsstellen, der Unterricht an der Grundschule wurde wegen der geringen Zahl von schulpflichtigen Kindern in Frelsdorf ebenfalls eingestellt. Hier unterrichteten bis 1976 zwei Lehrer in zwei Klassenräumen Schüler der ersten bis vierten Jahrgangsstufe.

### Ortsname
Der Ortsname enthält den altsächsischen Vornamen Frithila (heute Friedel) und ist eine l-Bildun zu „frithu“ für Frieden. 1264 wurde Frelsdorf in einer Urkunde des Erzbischofs Hildepold von Bremen als Fridlestorpe zum ersten Mal erwähnt. Der Ortsname hat sich in seiner Schreibweise oft geändert. Der Ortnamensteil „Fried-“ beruht auf dem germanischen „frithu-“, althochdeutschen „fridu“ für „Friede, Schutz“ und wurde mit dem althochdeutschen Verniedlichungszusatz „-ilo“ zu „Fridilo“ verbunden. In dieser Form ist der Ortsname bereits im Jahr 926 belegt. Der Name taucht in den Quellen auch in den Formen Fritilo, Frittilo, Frithelo, Friedelo und Fredelo auf. Das Suffix „-ilo“ schwächte sich aufgrund der unbetonten Stellung im Wortauslaut im Laufe der Zeit zu „-el“ ab.

### Eingemeindungen
Am 1. April 1929 wurde die zuvor selbständige Gemeinde Frelsdorfermühlen in die Gemeinde Frelsdorf eingegliedert. 1971 wurde die Gemeinde Frelsdorf eine der neun Mitgliedsgemeinden der Samtgemeinde Beverstedt.
Zum 1. November 2011 verlor Frelsdorf seine Selbständigkeit und ist seitdem eine Ortschaft in der Einheitsgemeinde Beverstedt.

### Einwohnerentwicklung

Einwohnerentwicklung von Frelsdorf von 1753 bis 2016

Vor der Eingemeindung von Frelsdorfermühlen
| Jahr                        | 1753  | 1850 | 1900 | 1910  | 1925   |
| --------------------------- | ----- | ---- | ---- | ----- | ------ |
| Einwohner Frelsdorf         | 583 ¹ | 234  | 400  | 338   | 490    |
| Einwohner Frelsdorfermühlen | –     | 056  | –    | 061   | 050    |
| Quelle                      |       |      |      | [ 9 ] | [ 10 ] |

¹ 30 Feuerstellen
Nach der Eingemeindung von Frelsdorfermühlen
| Jahr | Einwohner | Quelle |
| ---- | --------- | ------ |
| 1933 | 583       | [ 10 ] |
| 1938 | 540       |        |
| 1939 | 590       | [ 10 ] |
| 1948 | 11000     |        |
| 1950 | 10640     | [ 11 ] |
| 1956 | 873       | [ 11 ] |
| 1961 | 832       | [ 12 ] |
| 1970 | 634       | [ 12 ] |
| 1973 | 771       | [ 13 ] |
| 1975 | 0726 ²    | [ 14 ] |

| Jahr | Einwohner | Quelle |
| ---- | --------- | ------ |
| 1980 | 672 ²     | [ 14 ] |
| 1985 | 672 ²     | [ 14 ] |
| 1990 | 696 ²     | [ 14 ] |
| 1995 | 773 ²     | [ 14 ] |
| 2000 | 774 ²     | [ 14 ] |
| 2005 | 734 ²     | [ 14 ] |
| 2010 | 708 ²     | [ 14 ] |
| 2016 | 6340      | [ 15 ] |
| 2021 | 6390      | [ 1 ]  |
| 0    | 0         | 0      |

² jeweils zum 31. Dezember

## Politik

### Gemeinderat und Bürgermeister
Seit der Neubildung der Gemeinde Beverstedt wird die Ortschaft Frelsdorf vom Beverstedter Gemeinderat vertreten.

### Ortsvorsteher
Der Ortsvorsteher von Frelsdorf ist Gerhard Hillmann (CDU). Die Amtszeit läuft von 2021 bis 2026.

### Wappen
Der Entwurf des Kommunalwappens von Frelsdorf stammt von dem Heraldiker und Wappenmaler Albert de Badrihaye, der zahlreiche Wappen im Landkreis Cuxhaven erschaffen hat.
| Wappen von Frelsdorf | Blasonierung: „In Silber ein bewurzelter grüner Eichbaum mit sechs goldenen Früchten, um dessen Stamm ein goldener Ring schwebt.“                                                                  |
| Wappen von Frelsdorf | Wappenbegründung: Die alte Eiche auf dem Brink ist ein Wahrzeichen der Gemeinde. Unter ihr sollen früher Versammlungen abgehalten worden sein, und es soll dort auch das Femegericht getagt haben. |

## Kultur und Sehenswürdigkeiten

### Bauwerke
- Gutshaus Frelsdorfermühlen 4 von um 1780 vom ehemaligen Rittergutder Familie Luneberg
- Torhaus Frelsdorfermühlen 3 von 1624, um 1895 an den heutigen Standort versetzt
- Hofanlage Hörnestraße 1 von 1833
- Wohn- und Wirtschaftsgebäude Geestensether Straße 12 von 1789
- Wohn- und Wirtschaftsgebäude Frelsdorferstraße 2 von 1905 in Backstein und Wohn- und Wirtschaftsgebäude Frelsdorferstraße 2b von 1870 in Fachwerk
- Wohn- und Wirtschaftsgebäude Malser Straße 7 von 1822 in Fachwerk
- Großsteingrab Frelsdorf (wurde im 19. oder frühen 20. Jahrhundert zerstört)

### Denkmäler
- Kriegerdenkmal für die Gefallenen und Vermissten aus dem Ersten und Zweiten Weltkrieg[3][4]

### Museum

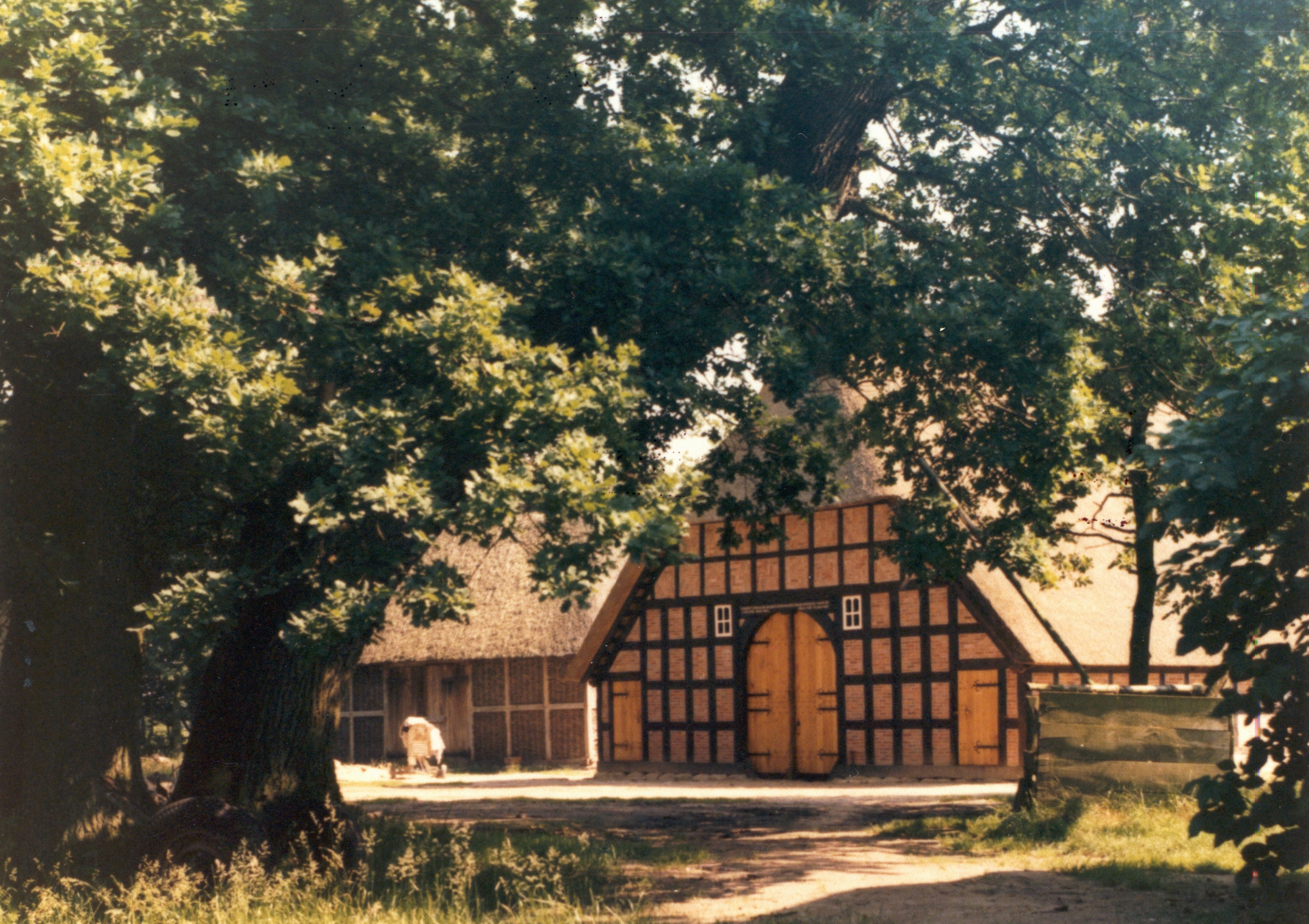
Freilichtmuseum Frelsdorfer Brink

Es besteht das Freilichtmuseum Frelsdorfer Brink, in einem alten landwirtschaftlichen Hof mit Schafstall, Kornscheunen, Backofen, Brunnen und Bienenstand. Das Museum soll an die alte Brinkgenossenschaft erinnern. Noch 1888 standen auf dem Gelände mit einer Ausdehnung von 8,6 Morgen (= 2,25 Hektar) 23 Schafställe und 15 Kornscheunen. Der Schäfer hatte 1870 eine Schafherde von 982 Tieren zu hüten, er erhielt dafür als Lohn 20 Taler im Jahr und Reihentisch, d. h., er durfte abwechselnd bei den Eigentümern der Schafe eine Mahlzeit einnehmen (ähnlich wurde der Dorflehrer beköstigt). Die letzte Herde hatte 1948 noch 150 Schafe.

### Sport
Am Bahnhof existiert ein Sportplatz mit Vereinshaus, gegenüber dem Freilichtmuseum Frelsdorfer Brink eine Turnhalle mit angeschlossenem Dorfgemeinschaftshaus.

### Vereine
- Chorgemeinschaft Frelsdorf
  - Heller Klang (traditionelle deutsche Volkslieder)
  - PopArt (Poplieder mit englischen / deutschen Texten)
- Freiwillige Feuerwehr Frelsdorf mit Jugendfeuerwehr
- TUS 08 Frelsdorf (Fußball in der Spielgemeinschaft Frelsdorf/Appeln)/Wollingst
- Heimatverein Frelsdorfer Brink
- Landjugend Frelsdorf
- Natur- und Umweltschutzverein Frelsdorf und Appeln
- Schützenverein Frelsdorf von 1949
- Kulturtransport (Konzert- und Veranstaltungsstätte am Bahnhof)

### Kirche
In Frelsdorf gibt es kein Kirchengebäude. Anhänger der evangelischen Konfession werden vom Pfarramt im benachbarten Hipstedt betreut.

### Brauchtum
Zu Pfingsten erhalten die Häuser, die von Familien mit jungen Mädchen bewohnt werden, einen Birkenbaum. Am Pfingstsonntag werden die Bäume von den Pflanzern begossen und diese erhalten dann (meist) eine Belohnung.

## Wirtschaft und Infrastruktur

### Unternehmen
Landwirtschaftliche Betriebe prägen das Dorfbild. In Frelsdorf gibt es, gemessen an der Einwohnerzahl noch überdurchschnittlich viele Vollerwerbslandwirte. Es gibt am Bahnhof einen Konzertsaal, in welchem seit über 25 Jahren in regelmäßigen Abständen Musik- und Kulturveranstaltungen internationalen Formats stattfinden. Die Weinhandlung am Bahnhof wurde inzwischen geschlossen. Es finden sich ein Betrieb für Sanitär- und Heizungstechnik, ein Malereibetrieb, eine Tischlerei mit Bestattungsunternehmen, ein landwirtschaftliches Lohnunternehmen und ein Tiefbauunternehmen in Frelsdorf. Im Gutshaus in Frelsdorfermühlen wird an den Wochenenden ein Café betrieben.

### Bildung
Die Grundschule Frelsdorf wurde 1976 geschlossen. Dort ist heute ein Kindergarten eingerichtet.

### Verkehr
Am Frelsdorfer Bahnhof besteht Anschluss an die Bahnstrecke Bremerhaven–Buxtehude der EVB.
In Frelsdorf treffen sich die Kreisstraßen 40 Geestenseth–Hipstedt und 41 Frelsdorf–Appeln.
Der Ort verfügt über ein Anruf-Sammeltaxi-System (AST). Dieses verkehrt an allen Tagen der Woche.

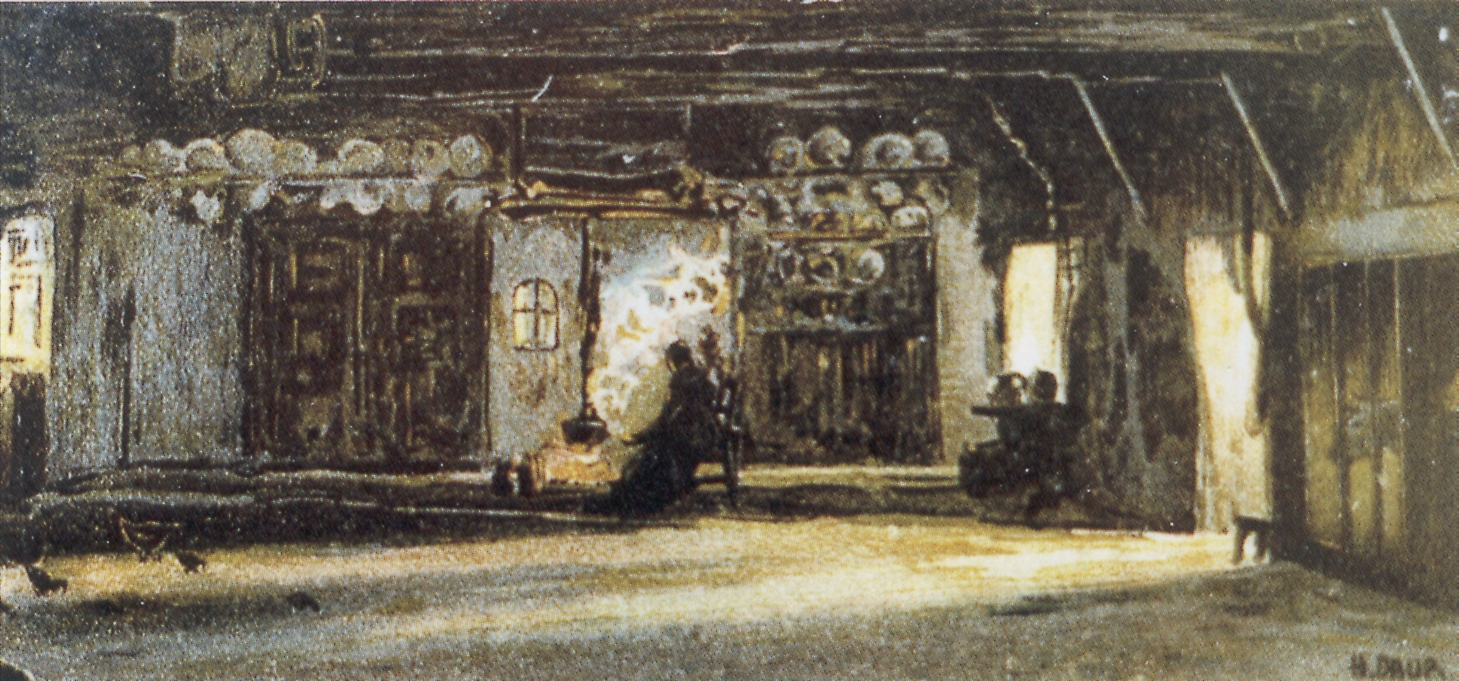
Gemälde von Hermann Daur (1902): Frelsdorf – Inneres eines niedersächsischen Bauernhauses

- Hermann Daur (1870–1925), Maler und Graphiker, er malte 1902 das Gemälde „Frelsdorf – Inneres eines niedersächsischen Bauernhauses“
- Nikolaus Tietjen (1873–1924), Landwirt, von 1900 bis 1924 ehrenamtlicher Bürgermeister von Appeln, veranlasste in den Inflationsjahren 1921/22 die Ausgabe von Notgeld für die sieben Gemeinden Appeln, Frelsdorf, Frelsdorfermühlen, Meyerhof, Osterndorf, Wehldorf und Wollingst, die sog. „Söben-Dörper-Schiene“
- Hermann Eggert (1896–1980), Lehrer und Maler,[18] wurde in Frelsdorf begraben[19]

## Sagen und Legenden
- Burg Stella[20]

In Frelsdorfermühlen liegt nördlich der Bahngleise, zwischen den Stationen Frelsdorf und Heinschenwalde, ein Gehölz, das „In den Eschen“ heißt und zum Gut Frelsdorfermühlen gehört. Durch den Wald führt ein Weg bis ins „Geestmoor“. An der Nordseite des Weges liegt eine Sandhalbinsel, die in das Moor vorspringt. Hier findet man heute Fichten und Buchen. An der Südseite, „Von den Eschen“, ist ein schmales Moor, mit Heiden und Birken bewachsen. Im Osten und Norden breitet sich das „Geestmoor“ aus. Es ist eine große Wiesenfläche, in früheren Zeiten Sumpfland, das im Herbst und Winter oft überschwemmt war. Der höher gelegene Teil heißt Stellahoop.
Früher, so sagt man, stand genau dort einst ein sehr adeliger Hof. Aber, über die Jahre hinweg, verstarben alle Männer dieses Adelsgeschlechts und es blieben nur noch zwei Frauen übrig. Diese waren der Legende zufolge so hochnäsig, dass sie wohl ständig die Frelsdorfer beleidigten. Sie waren mittlerweile verarmt und letztendlich auch so arm, dass sie sich Geld leihen mussten. Jedoch wollten sich die Frelsdorfer, weil sie so sehr verletzt wurden, weder durch gute, noch durch böse Worte bewegen lassen Geld herauszurücken. Die zwei Frauen waren so erbost darüber, dass sie jedes Mal wenn sie durch Frelsdorf gingen, laut sagten:
„Frelsdorf soll untergehen, Stella soll oben stehen!“ Doch es kam wohl umgekehrt, denn Frelsdorf ist heute immer noch ein sehr blühendes Dorf und Stella gibt es nicht mehr.
- Das Abenteuer des Junkers von Schwanewede[20]
- Der Totengräber von Frelsdorf

1627 wurde Frelsdorfs Bevölkerung drastisch durch die Pest verkleinert. Damals hatte Frelsdorf noch keinen eigenen Friedhof. Der Totengräber Heinrich Bock musste alle Pestopfer mit einem Wagen und ohne Särge auf den 10 km entfernten Friedhof nach Beverstedt bringen. Daraufhin wurde er von der Bevölkerung gemieden. Heinrich Bock war das allerletzte Opfer, das von der Pest dahingerafft wurde. Sein Denkmal existiert heute jedoch nicht mehr. Der Stein wurde irgendwann zerschlagen und zu Bauzwecken genutzt.